# Erich Meinhold
Ernst Erich Meinhold (* 5. Mai 1908 in Scheibenberg; † 13. Juli 2004 in Chemnitz) war ein deutscher Arbeiterfotograf.

## Leben
Der gelernte Tischler Erich Meinhold aus der erzgebirgischen Gemeinde Markersbach war seit 1923 Mitglied im Arbeiter-Turn- und Sportbund und trat 1930 der Vereinigung der Arbeiterfotografen Deutschlands (VdAFD) bei. Schon als Lehrling fotografierte er mit seiner ersten Plattenkamera und schloss sich 1931 den Bermsgrüner Arbeiterfotografen an, einer aktiven Ortsgruppe im westsächsischen Erzgebirge. In den Jahren 1929 bis 1933 war Meinhold erwerbslos. 1932 wurde Meinhold wegen Anbringung eines Wahlplakats der KPD an einem Schornstein der Pappenfabrik Georgi in Mittweida kurzzeitig inhaftiert. Anfang 1933 zog Meinhold nach Zwickau und war in einer kleinen Widerstandsgruppe aktiv.
Anfang 1934 wurden er und weitere Mitglieder der Widerstandsgruppe wegen Schmuggels illegaler Druckschriften über die deutsch-tschechische Grenze verhaftet und zu einer Haftstrafe verurteilt. Nach Ablauf seiner Haftzeit kam Meinhold in das Konzentrationslager Sachsenburg bei Chemnitz.
1943 gehörte er einer in Oostmalle/Belgien stationierten Bewährungseinheit der Wehrmacht an. Zwischen 1947 und 1956 arbeitete Meinhold als Zimmermann, von 1956 bis 1960 bekleidete er das Amt des stellvertretenden Bürgermeisters von Markersbach, wo er in der heutigen Hammerstraße ein Haus am Gemeindewald besaß. Zwischen 1960 und 1973 war er als Facharbeiter im Waschgerätewerk Schwarzenberg tätig. Ende 1999 verlegte Meinhold seinen Wohnsitz aus dem Altersheim Förstel in Raschau nach Chemnitz, wo er am 13. Juli 2004 starb.

## Werk
Der Bestand der Arbeiten Erich Meinholds in der Abteilung Deutsche Fotothek der SLUB Dresden umfasst etwa 200 Motive auf 250 Negativen und 10 Positiven. Er wurde 1986 erworben.
Teile seines fotografischen Schaffens waren 1983 in der Ausstellung „Bermsgrüner Arbeiterfotografen“ im Berliner Otto-Nagel-Haus und 1988 in der Ausstellung „Arbeiterfotografie in Sachsen“ in der Galerie am Brühl in Karl-Marx-Stadt zu sehen.